# Chapelle Notre-Dame-des-Ardents de Lille
La chapelle Notre-Dame-des-Ardents de Lille, également appelée chapelle des Ardents ou chapelle du Joyau, est une chapelle située sur la grand-place de Lille jusqu'en 1651. 
Selon certaines sources locales, la chapelle daterait de l'an 800. Cette ancienneté semble toutefois légendaire car l'existence de Lille en 800 est douteuse. De plus, d'après des fouilles archéologiques, la grand'place aurait été inondée jusqu'au XIIIe siècle.
C'est dans cette chapelle que le coupable « d'insolences » devait faire un escondit ; nu-pied, il devait prononcer une formule de réparation.